# ウクレス
ウクレス （Uclés）は、スペイン・カスティーリャ＝ラ・マンチャ州クエンカ県のムニシピオ（基礎自治体）。

## 語源
ウクレスの語源は明らかでない。一部の歴史家たちは、ケルトの一部族オルカデスが移り住んで村を作り、その名を出身の町 Hokulacum にちなんで名付けたとする。その後ウルセラ（Urcela）やウルセサ（Urcesa）に派生したことが硬貨で確認されている。アラブ人支配時代はウクリス（Uklis）と呼ばれていた。

## 歴史
ローマ時代以前から人が定住し、アラブ人支配時代にはコラ（郡）に属する重要な都市であった。城やモスク、温泉があった。さらに重要性が増すのは、レコンキスタの進行によってキリスト教軍のものとなり、サンティアゴ騎士団の本拠地となってからである。
伝承によると1091年、カスティーリャ王アルフォンソ6世は贈り物としてウクレスを獲得し、6人いる妻の一人サイーダ王女（es、セビーリャ太守アル・ムタビト (es) の義理の娘）と移り住んだ。キリスト教に改宗してイサベルと名乗ったサイーダは、この地でサンチョ・アルフォンセス王子を生んだ。実際のところ、サイーダはムラービト朝によって太守の座を追われたアル・ムタビトがアルフォンソ6世に協力を求めたため差し出された人質であり、コルドバのアミールであった先夫との間に子供ももうけていた。1108年に起きたウクレスの戦いでは3000人ものキリスト教徒の騎士たちが死に、その中にはアルフォンソ6世の唯一の男子サンチョ・アルフォンセスがいた。
1163年、アルフォンソ8世はウクレスを聖ヨハネ騎士団へ授けた。
1174年、アルフォンソ8世はウクレスをサンティアゴ騎士団へ授けた。ウクレスはCaput Ordinisと呼ばれる本部が置かれた。この譲渡と並行して、貴族の子弟を教育する場所が設けられた。1179年、騎士団長ペドロ・フェルナンデスと王はウクレスへの植民を進めた。
1493年、最後の騎士団長アロンソ・デ・カルデナスが死去すると、カトリック両王は騎士団の管理権を渡すようローマ教皇へ請願した。1494年から1516年までフェルナンド2世が騎士団管理者となり、1516年からカルロス1世が騎士団を王権のもとに統合した。1492年にグラナダが陥落しイスラム教徒がイベリア半島から駆逐されたことで、国土の奪還という騎士団の使命は終わり、ウクレスは長い衰退の時代に入った。
1528年、現在もあるウクレス修道院の建設が始まった。1548年、古い城の上に現在もある修道院食堂が建てられていた。1567年、フェリーペ2世の命令により古い防衛設備が壊され、アルバラーナの塔への武器供給が行われた。教会の工事は1602年まで続けられた。
1809年1月13日、スペイン軍とナポレオン軍がウクレスで戦った（ウクレスの戦い）。勝者となったフランス軍は戦闘後、町全体と修道院を掠奪した。かごを抱えた修道士たちは物笑いの種にされ、町の精肉店で男たちの首が切られた。300人の女性たちは性的暴行を加えられ、彼女たちの絶叫は町の教会の中でそうするように沈黙させられてしまったのである。

## 人口
| ウクレスの人口推移 1842 － 2011                         |
|                                                         |
| 出典:INE（スペイン国立統計局）1900年 - 1991年、1996年 - |

## 政治
自治体首長はカスティーリャ＝ラ・マンチャ社会党（Partido Socialista de Castilla-La Mancha、PSCM-PSOE）のアンヘル・ガルシーア・ロドリゲス（Ángel García Rodríguez）で、自治体評議員は、カスティーリャ＝ラ・マンチャ社会党：4、カスティーリャ＝ラ・マンチャ国民党（Partido Popular de Castilla-La Mancha、PPCLM）：1となっている（2011年5月22日の自治体選挙結果、得票順）

### 司法行政
ウクレスはタランコン司法管轄区に属す。

## 建築物
ウクレスの歴史的遺産は、近郊に建設予定の風力発電所によって脅かされている。数世紀に渡って保たれてきた景観と環境が、高さ121mある14基の風車の設置で破壊され、ローマ都市セゴブリガ（es）へ向かう途上で衆目を集めるだろう。

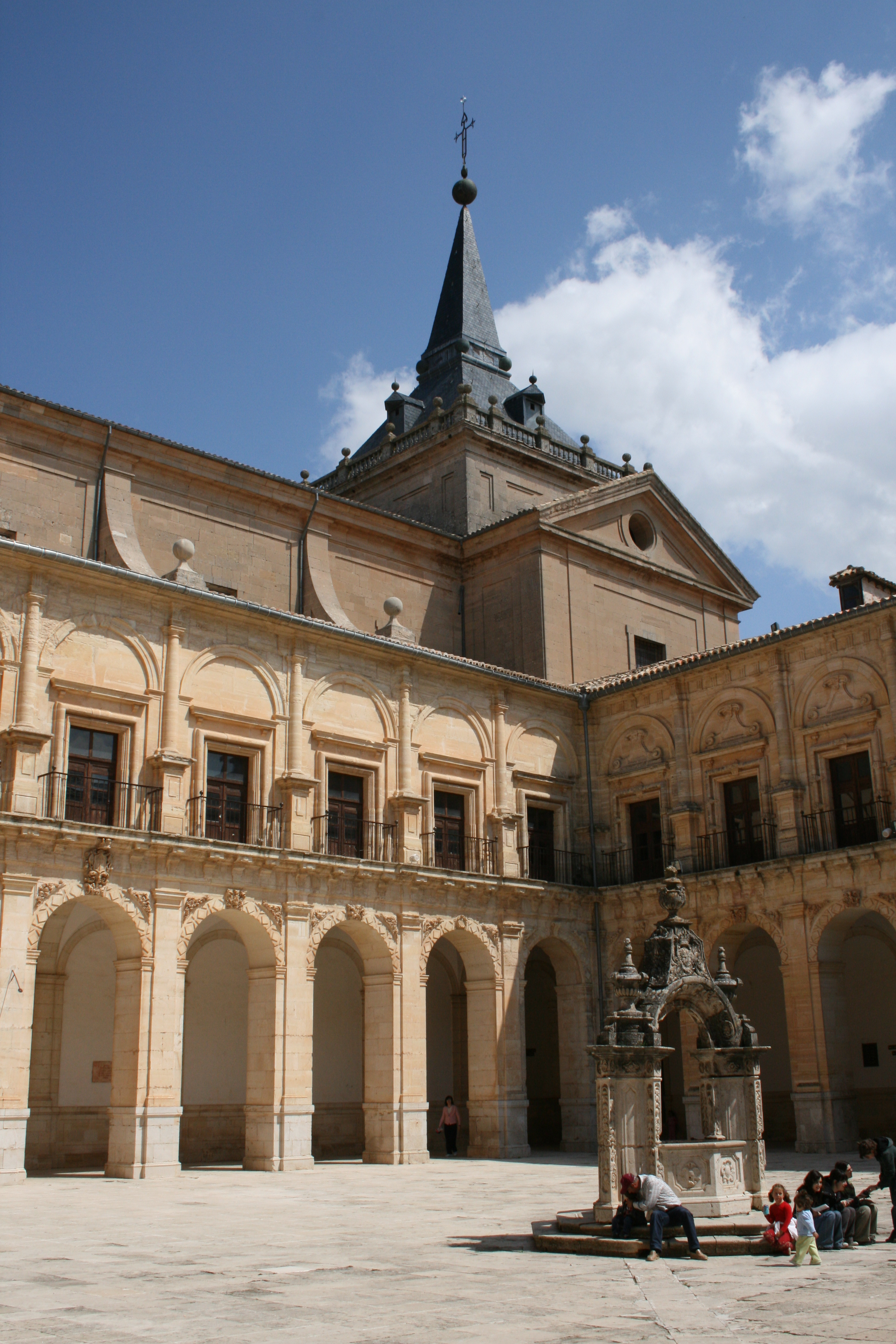
中庭
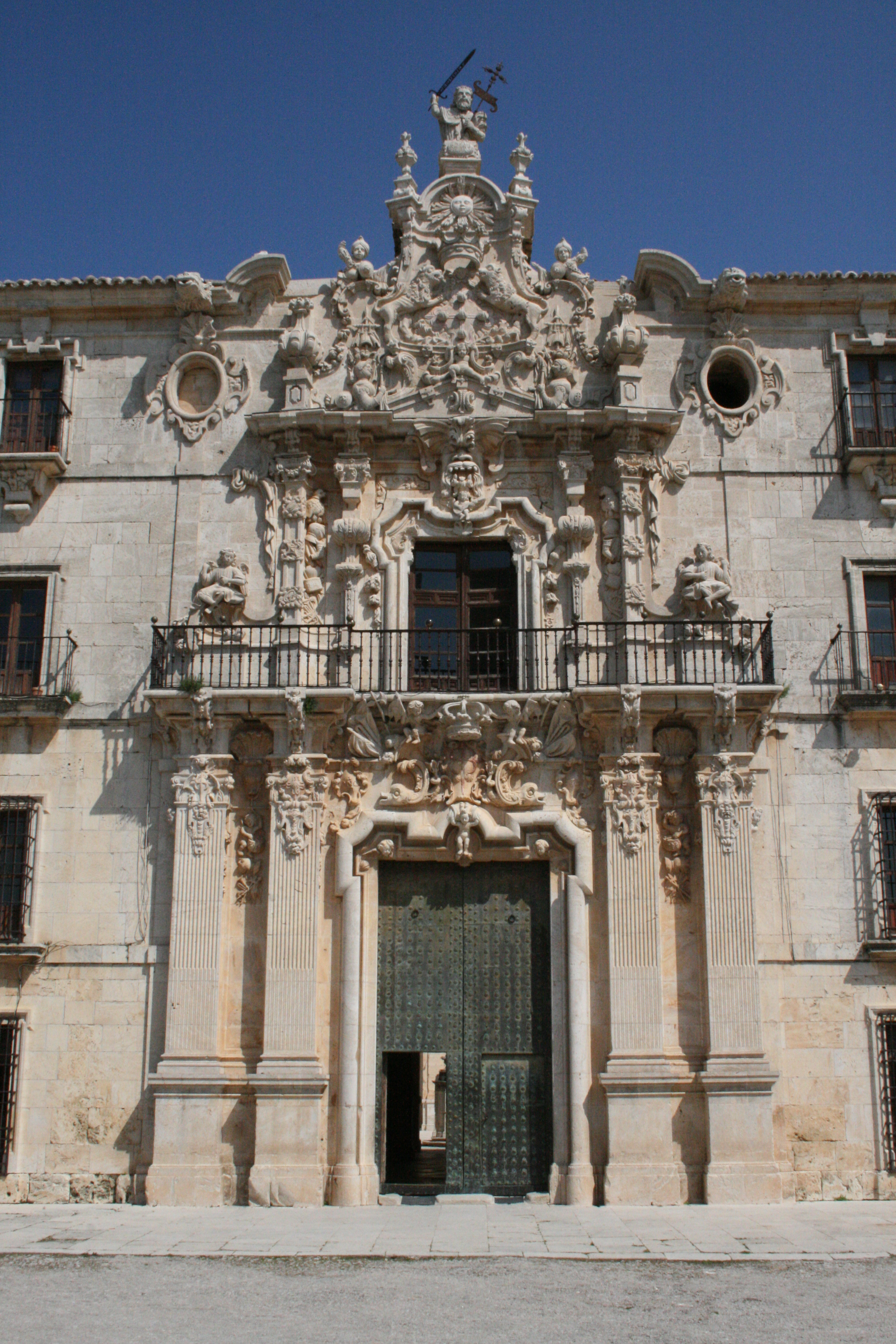
ファサード
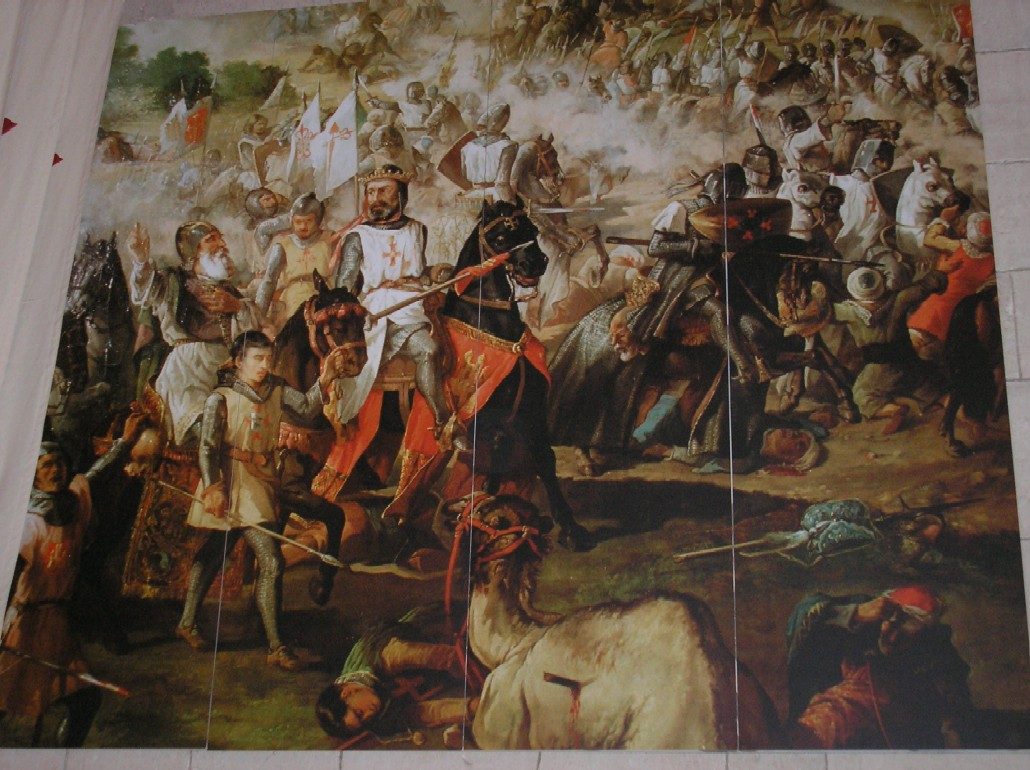
レコンキスタ時代を描いた絵画